# 大屯乡 (越西县)
大屯乡（羅馬化：dap tep），是中华人民共和国四川省凉山彝族自治州越西县曾经下辖的一个乡。2021年1月12日，撤销大屯乡，将其所属行政区域划归新民镇管辖。

## 行政区划
大屯乡撤销前下辖以下地区：
大同村、大兴村、高桥村、华阳村、木西村和大营盘村。